# 米科·科斯基宁
米科·科斯基宁（芬蘭語：Mikko Koskinen，1988年7月18日—），芬兰男子冰球运动员，场上位置是守门员。他曾代表芬兰国家队参加2018年冬季奥林匹克运动会冰球比赛，获得第六名。